# Karl Lengheimer

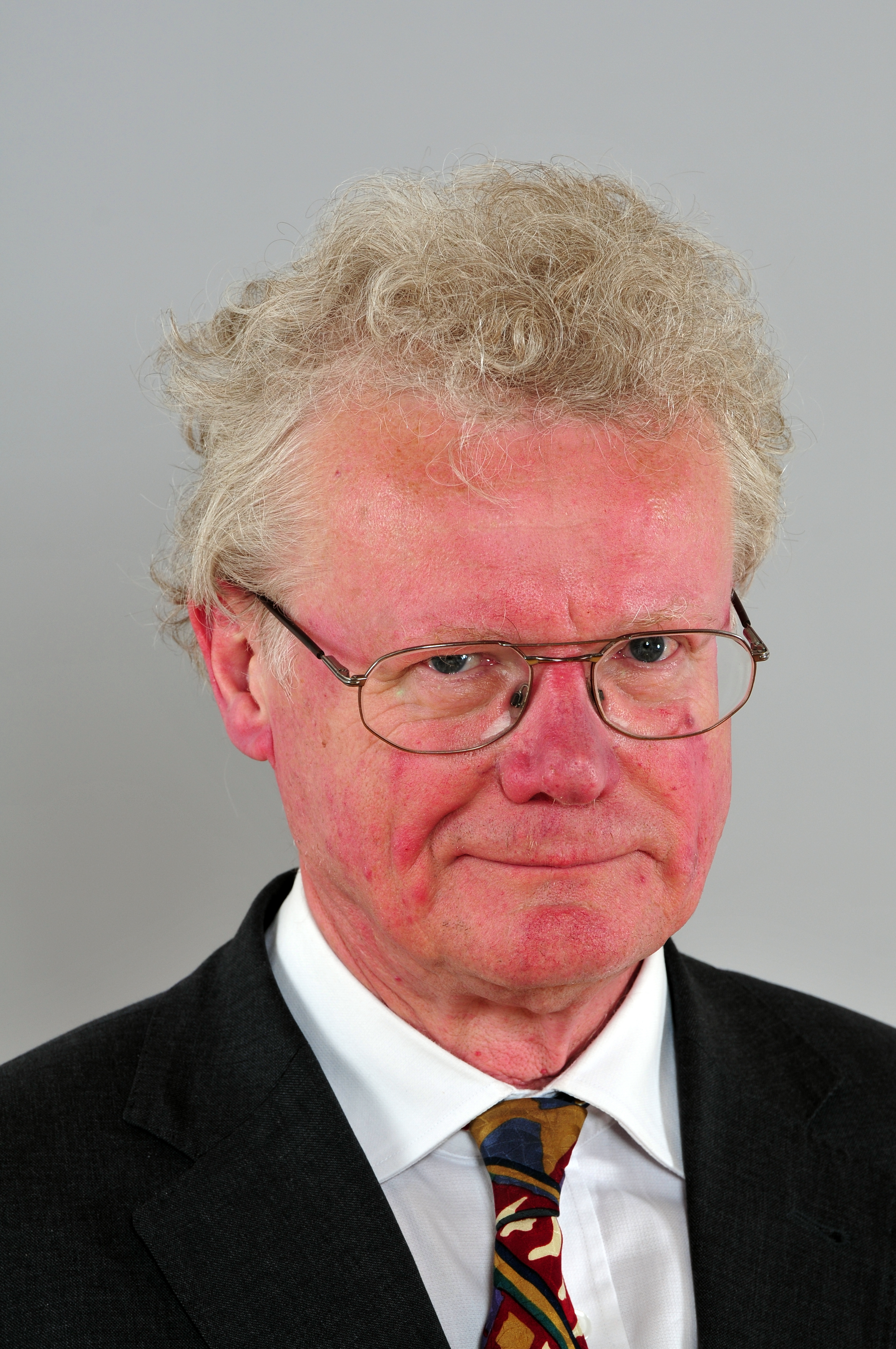
Karl Lengheimer (2013)

Karl Lengheimer (* 24. August 1946 in Wien) ist ein österreichischer Verwaltungsjurist und Politiker (ÖVP).
Er war von 2000 bis 2010 Landtagsdirektor des Landtags von Niederösterreich.
Von 2008 bis 2016 war er Statthalter für Österreich des Ritterordens vom Heiligen Grab zu Jerusalem.

## Leben
Karl Lengheimer maturierte 1964 am katholischen Schottengymnasium der Benediktiner in Wien. Von 1964 bis 1969 studierte er zunächst Rechtswissenschaften und von 1969 bis 1972 Staatswissenschaften an der Universität Wien. 1969 wurde er zum Dr. iur und 1972 zum Dr. rer. pol. promoviert.
1970 trat er als Verwaltungsjurist in den Landesdienst des Bundeslandes Niederösterreich ein. Er war 1971/72 Schriftführer beim Verwaltungsgerichtshof. Von 1981 bis 2000 war er Klubdirektor im Landtagsklub der Volkspartei Niederösterreich (VPNÖ). 2000 wurde er Nachfolger von Ferdinand Krause als Landtagsdirektor des Landtags von Niederösterreich. 2010 ging Lengheimer in Ruhestand, Nachfolger wurde Thomas Obernosterer.
Lengheimer war vom 30. Juni 2003 bis 31. Januar 2005 Mitglied des Österreich-Konvents, eines politischen Verfassungskonvents. Er war dort Mitglied des Ausschusses IX: Rechtsschutz, Gerichtsbarkeit und Ausschuss III: Staatliche Institutionen.
Er ist seit 1973 Bezirksrat von Wieden, dem vierten Wiener Gemeindebezirk. Von 1987 bis 1997 war er Bezirksvorsteher von Wieden. Von 1983 bis 1985 war er Landesobmann des Österreichischen Mieter-, Siedler- und Wohnungseigentümerbundes (ÖMB) für Wien.
Er ist verheiratet und hat fünf Kinder. Er ist Mitglied der K.St.V. Dürnstein Wien im Mittelschüler-Kartell-Verband (MKV).

### Ritterorden vom Heiligen Grab zu Jerusalem
Karl Lengheimer engagiert sich für zahlreiche sozialen Projekte und die Christen im Heiligen Land. Er ist Mitglied in der Österreichischen Gemeinschaft für das Heilige Land. 1991 wurde er vom Kardinal-Großmeister Giuseppe Caprio zum Ritter des Ritterordens vom Heiligen Grab zu Jerusalem ernannt und durch Alois Stöger, Großprior der österreichischen Statthalterei, investiert. Von 2000 bis 2008 war er Leitender Komtur von St. Pölten. 2008 wurde er von Kardinal-Großmeister John Patrick Foley zum Statthalter für Österreich des Ritterorden vom Heiligen Grab zu Jerusalem bestellt. 2016 wurde Andreas Leiner zu seinem Nachfolger per 1. Januar 2017 ernannt.

## Ehrungen und Auszeichnungen
- Ernennung zum Wirklichen Hofrat (1988)
- Goldenes Ehrenzeichen für Verdienste um das Land Wien (2000)
- Goldene Komturkreuz des Ehrenzeichens für Verdienste um das Bundesland Niederösterreich (2010)

## Schriften
- Die Gehorsamspflicht der Verwaltungsorgane. Springer-Verlag 1975, ISBN 978-3-211-81272-3
- Geschäftsordnung – LGO 2001: Kommentar zur Geschäftsordnung des Landtages von NÖ. Amt der Niederösterreichischen Landesregierung 2001, ISBN 978-3-85006-134-6
- Wien – Bürgertum ade? Ibera, Wien 2001, ISBN 978-3-85052-122-2
- Deregulierung: Die Herausforderung einer verständlichen und überschaubaren Rechtsordnung. Amt der Niederösterreichischen Landesregierung 2002, ISBN 978-3-85006-137-7, zusammen mit Christoph Kleiser